# Морське сільське поселення
Морське́ сільське поселення (рос. Морское сельское поселение) — сільське поселення у складі Охотського району Хабаровського краю Росії.
Адміністративний центр та єдиний населений пункт — селище Морський.

## Населення
Населення сільського поселення становить 280 осіб (2019; 180 у 2010, 308 у 2002).